# María del Pilar Jiménez Alzate
María del Pilar Jiménez Alzate es una médica e investigadora colombiana, receptora de una beca L'Oréal-UNESCO a Mujeres en Ciencia en el año 2000 por su labor investigativa en el área de las micosis o infecciones provocadas por hongos, convirtiéndose en la primera científica colombiana en obtener este importante reconocimiento, seguida por Jacqueline Chaparro Olaya en 2001 y Lina María Saavedra en 2008.

## Biografía

### Formación académica
Jiménez cursó una carrera en Medicina en la Universidad CES entre 1989 y 1994, realizando una tesis sobre la "Epidemiología y clínica del paciente con enfermedad de Hansen". En 1997 ingresó a la Universidad de Antioquia para cursar una Maestría en Ciencias Biológicas. En 2004 cursó un Doctorado en Ciencias Médicas en la Universidad Pontificia Bolivariana, realizando su estancia posdoctoral en la Universidad de Texas en San Antonio, Estados Unidos.

### Carrera
Tras graduarse en Medicina, Jiménez se vinculó profesionalmente al Hospital Regional San Pedro Claver en el municipio de Nuquí, Chocó, donde laboró hasta 1996. En 1997 se unió a la Corporación para Investigaciones Bilógicas CIB, donde se desempeñó como investigadora. A comienzos de la década de 2000 se trasladó a los Estados Unidos como investigadora en la Universidad de California en San Diego y a España como investigadora en la Universidad de Barcelona. En 2008 se vinculó a la Universidad de Antioquia donde ofició como docente en Micología Médica.
Su labor investigativa se ha enfocado principalmente en las micosis o infecciones provocadas por hongos, haciendo énfasis en el estudio de las infecciones Paracoccidioidomicosis y Coccidioidomicosis. En el año 2000 se convirtió en la primera científica colombiana en recibir la beca internacional L'Oréal-UNESCO a Mujeres en Ciencia por sus esfuerzos en el estudio e investigación de las micosis. Ha obtenido además otros reconocimientos como el Primer Puesto en el Área Médica en la Corporación para Investigaciones Biológicas en 1999, una beca de la Sociedad Internacional de Micología Humana y Animal en 2000 y una Tesis Meritoria otorgada por la Universidad de Antioquia en 2017.

## Premios y reconocimientos destacados
- 1999 - Primer Puesto en Área Médica, Corporación para Investigaciones Biológicas CIB.
- 2000 - Beca L'Oréal-UNESCO a Mujeres en Ciencia.
- 2000 - Beca Isham de la Sociedad Internacional de Micología Humana y Animal.
- 2014 - Artículos de interés significativo seleccionados por los editores, Sociedad Americana de Microbiología.
- 2017 - Tesis Meritoria, Universidad de Antioquia.